# اسحاق بن یحیی
اسحاق بن یحیی (عربی: إسحاق بن يحيى بن معاذ؛ ۷۸۶–۸۵۱) فرمانروای مصر در دوران خلافت عباسی بود.